# Adam Strug (muzyk)
Adam Strug (ur. 25 października 1970 w Piszu) – polski śpiewak i instrumentalista, autor piosenek, poeta, kompozytor muzyki teatralnej i filmowej, producent i kurator muzyczny, scenarzysta filmów dokumentalnych, etnomuzykolog, popularyzator muzyki tradycyjnej.

## Życiorys
Pochodzi z północnego Mazowsza, pomiędzy Łomżą a Wysokiem Mazowieckiem. Urodził się w Piszu, uczęszczał do szkoły podstawowej w Łomży i liceum ogólnokształcącego w Warszawie. Wpływ na jego zainteresowanie muzyką miała jego babcia, która śpiewała barokowe pieśni nabożne przy pracach kuchennych. Gdy miał 6 lat ojciec zapisał go do szkoły muzycznej, grał na akordeonie i instrumentach klawiszowych. Trzy lata później porzucił edukację muzyczną. W wieku nastoletnim zaczął pisać piosenki i występować na konkursach i festiwalach. 
Zajmuje się głównie sztuką wokalną. Jest pomysłodawcą zespołu śpiewaczego „Monodia Polska” praktykującego polskie pieśni przekazywane w tradycji ustnej oraz założycielem „Strug Kompanii”. Jego piosenki wykonują Stanisław Sojka, Mietek Szcześniak, Wojciech Waglewski, Antonina Krzysztoń, Marek Dyjak i Warszawska Orkiestra Sentymentalna.
W muzyce tradycyjnej reprezentuje nurt zachowawczy. Popularyzuje i przekazuje w tradycji ustnej polskie pieśni wykonywanych w skalach starszych niż powszechnie dziś używana skala dur-moll.
W latach 2017–2019 prowadził cotygodniową audycję Muzyczna podróż po Polsce na antenie radiowej Jedynki. W latach 2019–2020 był gospodarzem czwartkowych edycji Magazynu Kultury Ludowej „Źródła” w radiowej Dwójce. Na antenie TVP3 Warszawa prowadzi cykl dokumentalny Owszem Mazowsze o osobach mieszkających i działających na Mazowszu.

## Życie prywatne
Ma córkę.
Był molestowany przez księdza w dzieciństwie.

## Dyskografia
Albumy
| Requiem Polskie (z Monodią Polską)           | Data: 10 kwietnia 2011    | Słuchaj Uchem          |    |
| Adieu                                        | - Data: 4 czerwca 2012    | 4everMusic             | –  |
| Strug. Leśmian. Soyka (oraz Stanisław Sojka) | - Data: 13 maja 2014      | Universal Music Polska | 22 |
| Mysz                                         | - Data: 15 maja 2015      | Universal Music Polska | –  |
| Requiem ludowe (oraz Kwadrofonik)            | - Data: 1 kwietnia 2015   | Polskie Radio          | –  |
| Pieśń o Bożym Umęczeniu                      | - Data: 2 kwietnia 2015   | Ruch Muzyczny          |    |
| Leśny Bożek                                  | - Data: 17 listopada 2017 | Unzipped Fly Records   | 45 |
| „—” album nie był notowany.                  |                           |                        |    |

Notowane utwory
| „Tam na rzece” (oraz Stanisław Sojka)                       | 2014 | 41 | – | Strug. Leśmian. Soyka. |
| Iza Kowalewska – „Paroles, paroles” (gościnnie: Adam Strug) | 2016 | –  | 3 | Los jak zegar          |
| „—” utwór nie był notowany.                                 |      |    |   |                        |

Albumy we wraz z innymi twórcami
| Album                                                  | Rok  | Uwagi                                                               | Wydawca | Źródło |
| ------------------------------------------------------ | ---- | ------------------------------------------------------------------- | ------- | ------ |
| Kapela Brodów – Pieśni i melodie na rozmaite święta    | 2001 | organy                                                              |         | [ 23 ] |
| Kapela Brodów – Kolędy i inne pieśni                   | 2002 | śpiew, fisharmonia                                                  |         | [ 24 ] |
| Janusz „Janina” Iwański, Stanisław Soyka – Neopositive | 2005 | słowa utworu „Złe sny"                                              |         | [ 25 ] |
| Kapela Brodów – Pieśni Maryjne                         | 2008 | śpiew, fisharmonia                                                  |         | [ 26 ] |
| Kapela Brodów – Tańce Polskie                          | 2008 | śpiew                                                               |         | [ 27 ] |
| Muzyka Źródeł - Polskie pieśni religijne               | 2012 | wykonanie utworu „Miałem Jezusa z serca kochanego"                  |         | [ 28 ] |
| Muzyka Źródeł - Kurpie                                 | 2013 | wykonanie utworów „Zaświeć miesiącu'' i „Na smętarzu mieszkać będę" |         |        |
| Krzysztof Napiórkowski – 10 x Twardowski               | 2016 | śpiew                                                               |         | [ 29 ] |
| Noon - Algorytm                                        | 2018 | słowa i wykonanie utworu "Droga"                                    |         |        |

## Muzyka teatralna i filmowa
| Tytuł                        | Rok  | Uwagi                                                               | Źródło |
| ---------------------------- | ---- | ------------------------------------------------------------------- | ------ |
| "Sprawa Traugutta"           | 2002 | reż. Mariusz Kobzdej, TVP                                           |        |
| „Noc"                        | 2008 | reż. Andrzej Bartnikowski, Teatr Polski w Warszawie                 | [ 30 ] |
| „Dziady. Widma"              | 2010 | reż. Karolina Kolendowicz, Akademia Teatralna, Warszawa             |        |
| „Kontrasty"                  | 2011 | reż. Aleksandra Dziurosz, Warszawski Teatr Tańca                    |        |
| „Dzień gniewu"               | 2013 | reż. Antoni Żak, Teatr Nie Teraz w Tarnowie                         |        |
| "Wyspiański wyzwala"         | 2016 | reż. Małgorzata Warsicka, Teatr im. Juliusza Słowackiego w Krakowie | [ 31 ] |
| "Urodziny prawie wszystkich" | 2016 | też. Tomasz Cyz, Biblioteka Narodowa                                |        |
| "Żniwa"                      | 2017 | reż. Igor Gorzkowski, Polski Teatr Tańca                            |        |
| "Mitologia dla dzieci"       | 2018 | reż. Tomasz Cyz, Biblioteka Narodowa                                |        |
| "Przylecieli śliczni anieli" | 2019 | reż. Dominika Gniadek, TVP                                          |        |

## Teledyski
| Tytuł                | Rok  | Uwagi                                      | Źródło |
| -------------------- | ---- | ------------------------------------------ | ------ |
| "Zaświeć niesiądzu"  | 1996 | reż. Bolesław Pawica, TVP                  |        |
| "Tam na rzece"       | 2014 | reż. Tomasz Sikora, Universal Music Polska |        |
| "Możemy iść"         | 2015 | reż. Anna Powierża, Universal Music Polska |        |
| "Przędza"            | 2016 | reż. Anna Powierża, Universal Music Polska |        |
| "Szumią ptaków loty" | 2018 | reż. Tomasz Knittel, TVP                   |        |

## Scenariusze
| Tytuł                                              | Rok  | Uwagi                            | Źródło |
| -------------------------------------------------- | ---- | -------------------------------- | ------ |
| Klechty polskie – czyściec, opowieści w zaświatach | 1996 | reż. Jarosław Ostaszkiewicz, TVP |        |
| Bibi Tereska                                       | 1998 | reż. Dariusz Gajewski, TVP       | [ 32 ] |
| Anatol też lubi podróże                            | 1999 | reż. Dariusz Gajewski, TVP       | [ 33 ] |
| Agonia                                             | 2020 | reż. Tomasz Knittel              | [ 34 ] |

## Nagrody i wyróżnienia
| Rok  | Kategoria                 | Tytułem                           | Nagroda                                                    | Nota      | Źródło |
| ---- | ------------------------- | --------------------------------- | ---------------------------------------------------------- | --------- | ------ |
| 2008 | Sztuka wokalna            | Adam Strug                        | Nagroda Prezesa Polskiego Radia im. Czesława Niemena       | Laureat   | [ 35 ] |
| 2008 | Muzyka                    | Adam Strug                        | Nagroda Telewizji Polonia                                  | Laureat   | [ 35 ] |
| 2012 | Muzyka                    | Adieu                             | Folkowy Fonogram Roku                                      | Lureat    | [ 36 ] |
| 2012 | Osobowość roku            | Adam Strug                        | Koryfeusz Muzyki Polskiej                                  | Nominacja | [ 37 ] |
| 2014 | Promowanie regionu        | Adam Strug                        | Nagroda Prezesa Związku Kurpiów „Kurpik”                   | Laureat   | [ 38 ] |
| 2015 | Muzyka                    | Requiem Ludowe (z Kwadrofonikiem) | Folkowy Fonogram Roku                                      | Laureat   | [ 39 ] |
| 2015 | Wydarzenie roku           | Requiem Ludowe (z Kwadrofonikiem) | Koryfeusz Muzyki Polskiej                                  | Nominacja | [ 40 ] |
| 2016 | Album roku muzyka korzeni | Mysz                              | Fryderyki 2016                                             | Nominacja | [ 41 ] |
| 2016 | Muzyka                    | Requiem Ludowe (z Kwadrofonikiem) | Nagroda im. Cypriana Kamila Norwida                        | Nominacja | [ 42 ] |
| 2019 | Twórczość ludowa          | Adam Strug                        | Doroczna Nagroda Ministra Kultury i Dziedzictwa Narodowego | Laureat   | [ 43 ] |
| 2020 | Nagroda Publiczności      | Agonia                            | Warszawski Międzynarodowy Festiwal Filmowy                 | Laureat   | [ 34 ] |